# Fernando
Fernando es un nombre de pila español masculino, derivado del germánico Firthunands (de Firthu, «paz» o «seguridad» —en alemán actual Friede— y nands, «audaz», «valeroso» o «temerario»). No hay consenso en el significado, que podría ser «vida aventurera» o «el que se atreve a todo por la paz». El nombre es muy común en países donde se establecieron los visigodos. En América
su significado es dotado de osadía[cita requerida].
De este nombre derivan los apellidos patronímicos Fernández y Hernández.

## Variaciones
- Femenino: Fernanda.
- Hipocorístico: Fer, Ferdi, Fercho, Ferna, Nando.

| Variaciones en otros idiomas | Variaciones en otros idiomas           |
| ---------------------------- | -------------------------------------- |
| Español                      | Fernando, Hernando, Hernán, Fernán     |
| Alemán                       | Ferdinand                              |
| Aragonés                     | Ferrando                               |
| Árabe                        | فرديناند                               |
| Catalán                      | Ferran                                 |
| Checo                        | Ferdinand                              |
| Chino                        | 费尔南多 (Fèi ěr nán duō)              |
| Corso                        | Ferdinandu                             |
| Croata                       | Ferdinand                              |
| Danés                        | Ferdinand                              |
| Eslovaco                     | Ferdinand                              |
| Esloveno                     | Ferdinand                              |
| Esperanto                    | Ferdinando                             |
| Euskera                      | Perdiñanda, Perrando, Errando, Erlantz |
| Finlandés                    | Ferdinand, Veeti                       |
| Francés                      | Ferdinand, Fernand                     |
| Gallego                      | Fernán                                 |
| Griego                       | Φερδινάνδος (Ferdinándos)              |
| Húngaro                      | Ferdinánd, Nándor                      |
| Inglés                       | Ferdinand                              |
| Italiano                     | Ferdinando, Ferrante, Ernando          |
| Japonés                      | フェルナンド (Ferunando)               |
| Latín                        | Ferdinandus                            |
| Letón                        | Ferdinands                             |
| Lituano                      | Ferdinandas                            |
| Neerlandés                   | Ferdinand                              |
| Noruego                      | Ferdinand                              |
| Polaco                       | Ferdynand                              |
| Portugués                    | Fernando, Fernão, Fernandinho          |
| Rumano                       | Ferdinand                              |
| Ruso                         | Фердинанд (Ferdinand)                  |
| Sardo                        | Ferdinandu                             |
| Serbio                       | Фердинанд (Ferdinand)                  |
| Sueco                        | Ferdinand                              |

## Santoral
- San Fernando, festividad, 30 de mayo.
- Beato Fernando María Baccilieri, 13 de julio.

## Uso del nombre en monarquías

### Emperadores del Sacro Imperio Romano Germánico
- Fernando I de Habsburgo
- Fernando II de Habsburgo
- Fernando III de Habsburgo

### Emperador de Austria
- Fernando I de Austria

### Reyes de León y de Castilla
- Fernando I, conde de Castilla y rey de León, llamado "el Magno".
- Fernando II, rey de León.
- Fernando III, rey de Castilla y de León, llamado "el Santo".
- Fernando IV, rey de Castilla y de León, llamado "el Emplazado".

### Reyes de Aragón
- Fernando I, llamado "el de Antequera".
- Fernando II, llamado "el Católico" (rey consorte de Castilla con el nombre de Fernando V).

### Reyes de España
- Fernando VI
- Fernando VII

### Reyes de Portugal
- Fernando I, llamado "el Hermoso"".
- Fernando II (rey consorte).

## Títulos de obras
- Fernando, canción de ABBA.

## Otros
- Fernando (bebida), cóctel popular argentino.
- Fernando Alonso, piloto de automovilismo español